# Паровая конверсия
Паровая конверсия — получение чистого водорода из лёгких углеводородов (например метана, пропан-бутановой фракции) путём парового риформинга (каталитической конверсии углеводородов в присутствии водяного пара).
Риформирование газового пара является самым популярным и самым дешевым способом производства водорода. По сравнению с, например, электролизом воды, количество водорода, полученного на единицу потребляемой энергии, намного выше.
Риформирование парового природного газа обычно происходит в два этапа. Первый этап называется первым риформингом и осуществляется в трубах, заполненных никелевым катализатором, нанесенным на алюминиевую подложку. Тепло, необходимое для процесса, подается через стенки труб, нагретых снаружи путем сжигания другой части природного газа.

## Стадии
- гидрирование сырья на кобальт-молибденовом катализаторе и поглощение сероводорода;
- предварительный риформинг;
- конвекционный риформинг в печи специальной конструкции;
- конверсия выделившегося СО в СО2;
- очистка продуктового водорода в блоке короткоцикловой адсорбции (КЦА).

## Химические процессы
{\displaystyle {\ce {R-SH + H2 = H2S + R-H}}} — реакция гидроочистки сырья;
{\displaystyle {\ce {CxHy + xH2O = xCO + (x + 0,5y)H2}}} — реакция парового риформинга;
{\displaystyle {\ce {CH4 + H2O = CO + 3H2}}} — реакция парового риформинга;
{\displaystyle {\ce {CO + H2O = CO2 + H2}}} — реакция конверсии СО
Продуктовый водород поступает на блок очистки КЦА, где на специальных угольных фильтрах происходит его очистка до 99,9 % об.
Необходимо отметить, что вследствие высоких температур процесса, для рекуперации тепла, на установке предусмотрена выработка водяного пара, который является также и сырьём процесса.